# Gerlikon
Gerlikon è una frazione del comune svizzero di Frauenfeld, nel Canton Turgovia (distretto di Frauenfeld).

## Storia

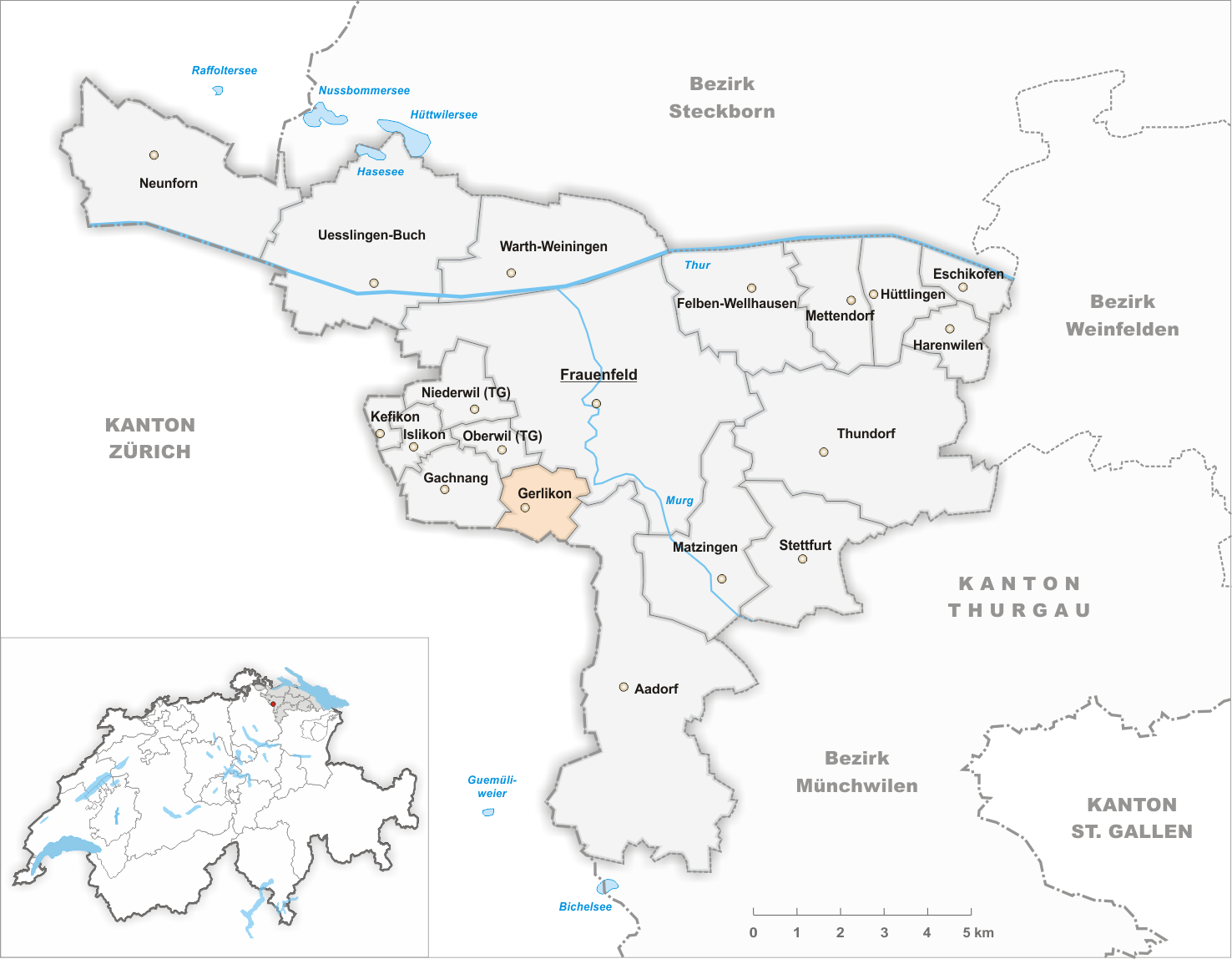
Il territorio del comune di Gerlikon prima degli accorpamenti comunali del 1998

Già comune autonomo (Ortsgemeinde) che comprendeva anche le frazioni di Bewangen, Hungersbühl e Teuschen, nel 1998 è stato accorpato al comune di Frauenfeld assieme alle località di Schönenhof e Zelgli, già frazioni del comune soppresso di Oberwil.

## Monumenti e luoghi d'interesse

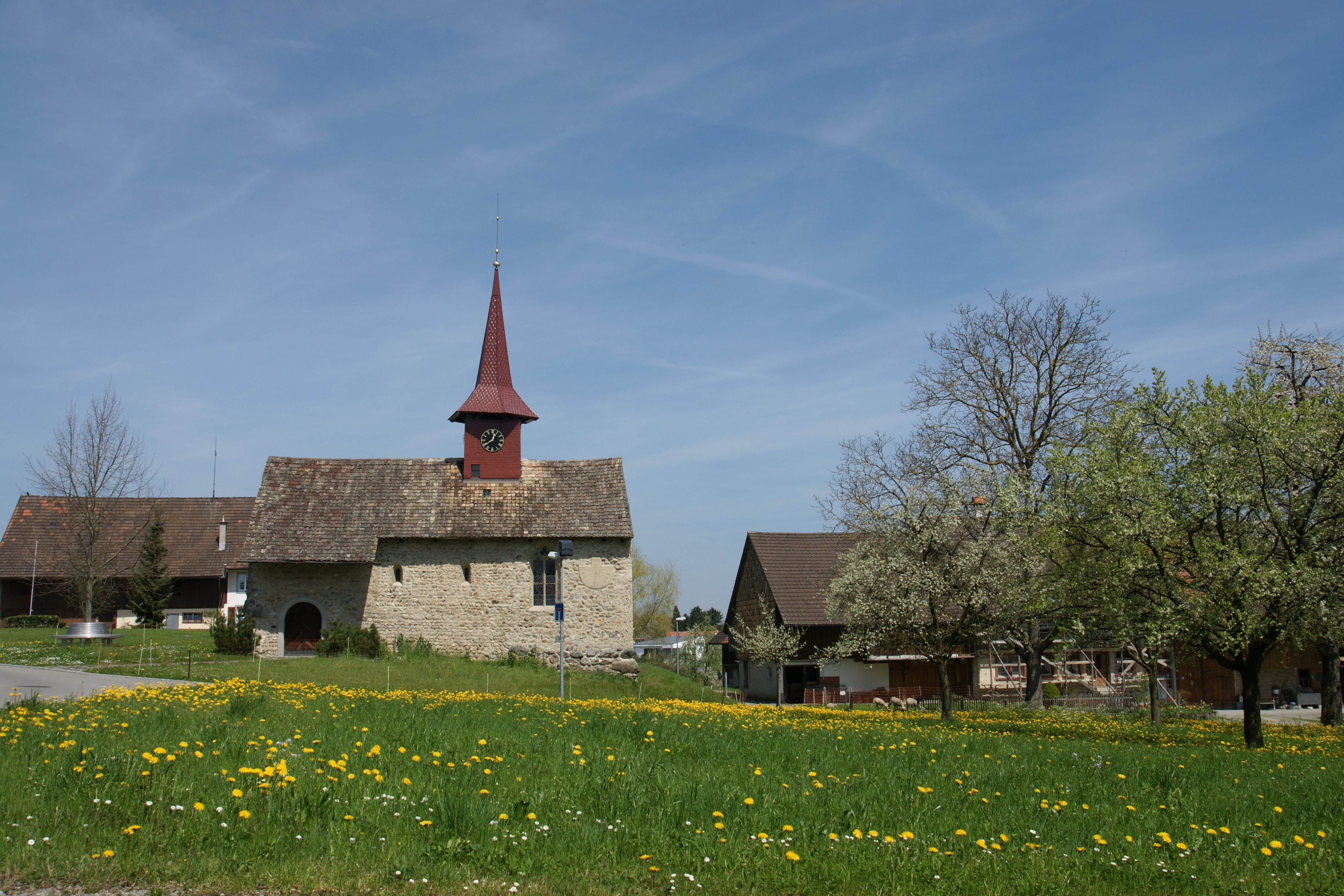
La cappella di San Giorgio

- Cappella di San Giorgio, eretta nel XIII secolo[1].

## Società

### Evoluzione demografica
L'evoluzione demografica è riportata nella seguente tabella:
Abitanti censiti

## Amministrazione
Ogni famiglia originaria del luogo fa parte del cosiddetto comune patriziale e ha la responsabilità della manutenzione di ogni bene ricadente all'interno dei confini della frazione.